# Resurrezione di Cristo (Raffaello)
La Resurrezione di Cristo è un dipinto a olio su tavola (52x44 cm) attribuito non unanimemente a Raffaello Sanzio, databile al 1501-1502 circa, conservato nel Museo d'arte di San Paolo, in Brasile.

## Storia e descrizione
L'opera riporta varie iscrizioni sul retro e sulla cornice. La più antica è forse quella in cui si legge "Giachino Mignatelli", da alcuni ritenuto il primo possessore. Nel 1880 Bode vide il dipinto nella collezione Kinnaird in Scozia, e la segnalò al Cavalcaselle, che comunque non la vide mai. Nel 1927 venne messa in relazione da Regteren van Altena con due disegni all'Ashmolean Museum di Oxford, che altri riferivano alla Resurrezione di San Francesco al Prato di Perugino, a più riprese considerata opera di collaborazione con Raffaello.
Passò all'asta a Londra nel 1946 con attribuzione a Mariano di ser Austerio, finendo poi in Brasile. Il collegamento con l'opera scozzese spettò a Suida, che ribadì l'attribuzione a Raffaello, che alcuni respinsero (Berenson) e altri invece accolsero (Ragghianti, Longhi, Camesasca e Brizio).
La datazione più accettata è quella al 1501-1502, nel periodo cosiddetto "intermezzo pinturicchiesco", che caratterizzò alcune opere come la Madonna Solly, con un marcato gusto per l'ornato e la decorazione minuta.
La composizione deriva da modelli di Perugino: un analogo sepolcro scorciato col coperchio spostato si trova ad esempio in una tavoletta della predella del Polittico di San Pietro, mentre nella Pala di San Francesco al Prato si vedono figure simili di soldati spaventati e la coppia di angeli in volo con cartigli sinuosi. Ma Raffaello seppe anche distaccarsi dal modello, ambientando la scena in un paesaggio più variato e animato (legato alla lezione di Pinturicchio), nella maggior ricchezza ed elaborazione del sarcofago, nelle vesti più curate, nei gesti più vivi, nei colori più corposi, che danno maggiore risalto plastico alle figure.
Anche gli angeli sono più animati di quelli di Perugino, e rimandano piuttosto ad esempi fiorentini come la Pala degli Otto di Filippino Lippi, che forse Raffaello ebbe modo di vedere durante uno di quei brevi spostamenti che caratterizzarono il periodo prima del 1504.